# Licey-sur-Vingeanne
Licey-sur-Vingeanne település Franciaországban, Côte-d’Or megyében. Lakosainak száma 100 fő (2022. január 1.). Licey-sur-Vingeanne Attricourt, Dampierre-et-Flée, Fontaine-Française és Fontenelle községekkel határos.

## Népesség
A település népességének változása:
| Lakosok száma | 100  | 72   | 71   | 94   | 107  | 106  | 104  | 102  | 103  | 100  |
|               | 1968 | 1982 | 1990 | 2006 | 2013 | 2015 | 2017 | 2019 | 2020 | 2022 |